# Ronchi Valsugana
Ronchi Valsugana település Olaszországban, Trento megyében. Lakosainak száma 450 fő (2023. január 1.). Ronchi Valsugana Borgo Valsugana, Torcegno és Roncegno Terme községekkel határos.

## Népesség
A település népességének változása:
| Lakosok száma | 439  | 434  | 450  |
|               | 2017 | 2018 | 2023 |